# Noetinger
Noetinger es una localidad del sudeste de la provincia de Córdoba, Argentina, en el departamento Unión.
El pueblo se encuentra sobre la pampa húmeda; su suelo fértil y su clima, favorecieron el poblamiento de la región, especialmente de grupos inmigratorios dedicados a la agricultura y ganadería. Está situada a 112 metros sobre el nivel del mar, con pendientes generalizadas de oeste a este. Es característica de la región, la presencia de entrelazamientos de suelos salinos, con otros de buena productividad agropecuaria.
El clima es templado y húmedo, los inviernos son secos y los vientos son de regular frecuencia.

## Rutas de acceso y principales calles
Se encuentra a la vera de la ruta provincial 2, conectando a 32 km con la ruta provincial E-59, que une a Noetinger con Leones. La distancia hasta la capital de la provincia es de 280 km y hasta la Capital Federal, 503 km.
Los caminos secundarios que se pueden encontrar son redes de tierra, que comunican a Noetinger con las localidades de San Marcos Sud (hacia el sur) y de Piamonte y El Fortín (hacia el norte).

#### Vías de acceso
- Desde Córdoba Capital: seguir de Villa María 87 km por ruta nacional N.º 9 y mediante la ruta provincial dirigirse hacia el noroeste 31 km, luego hacia el oeste 3 km más, por la ruta provincial N.º 2 hasta Noetinger.
- Desde Buenos Aires: por ruta nacional N.º 9 pasando 22 km por Marcos Juárez, dirigirse por ruta provincial hacia el noroeste 31 km y luego hacia el oeste 3 km por la ruta provincial N.º 2 hasta Noetinger.

#### Principales calles
Las calles más importantes del pueblo son la avenida Centenario; y las avenidas Tomas Araus y Alejandro Grant, por ser las dos primeras vías de acceso al momento de ingresar al pueblo por la entrada principal. En esta localidad, no se encuentra la presencia de boulevares.

## Población
Cuenta con 5730 habitantes (Indec, 2022), frente a los 4923 habitantes (Indec, 2010) lo cual muestra un crecimiento de un 16,39%. 
| Gráfica de evolución demográfica de Noetinger entre 1991 y 2022 |
|                                                                 |
| Fuente: Censos nacionales del INDEC                             |

## Historia
La localidad surge durante la etapa de colonización del sudeste cordobés de la década de 1880. Ese período se consolida el 12 de noviembre de 1888, al concretarse la división del viejo Departamento Unión en los actuales departamentos Unión y Marcos Juárez. 
En las tierras de la Colonia Montes Grandes, fundada por Crisólogo Rodríguez, fue donde se concretó el pueblo de Noetinger. La Colonia Montes Grandes en 1887, ya tenía superficie establecida para las instituciones principales y una modesta cantidad de habitantes.
Según la visión y el panorama del ministro de Gobierno, Justicia y Culto Dr. Ramón J. Cárcano sobre Montes Grandes, es que, en 1888, la colonia tenía pocos habitantes, tierras muy fértiles, edificio de carpintería y herrería en construcción, galpones y casas para alojar familias colonizadoras, siembra de alfalfa y maíz, montes de donde se saca leña y madera. Los arados que poseían para la labranza eran hachas, picos, barretas. Además, se instalaría un negocio tipo almacén y un correo de mensajería con colonias vecinas, lo que sí faltaba era atención médica. En conclusión, caracterizaba a Montes Grandes como colonia en formación. 
El 24 de octubre de 1899, Crisólogo Rodríguez vendió a Carlos Noetinger casi 7000 mil hectáreas. Sumado a esto, el nuevo propietario también se dispuso a ir comprando los solares a los inmigrantes que se fueron asentando en la colonia. 

### Colonia San José de Salteño
Se habilitó en 1892 y se encontraba situada en el antiguo Fortín Salteño a 12 kilómetros de Noetinger. La cercanía con Noetinger y la llegada del ferrocarril en 1911 a esta última, provocó que la mayor parte de su población se traslade a la misma, desapareciendo el centro poblado donde ya había varias instituciones.

### Colonia Monte Castillo
Fue fundada en 1892 por Fernando Noetinger. Estaba poblada por más familias italianas que argentinas, que eran arrendatarias ya que aquí no se vendían las tierras. Se cosechaba trigo y maíz. Alrededor del año 1910 el proceso de colonización estaba casi terminado.

### De las colonias al ferrocarril
Con los años, cada campo de la zona de Noetinger fue tomando identidad propia, identificando cada colonia agrícola y campos colonizados con los siguientes nombres:
- Montes Grandes, año 1887

- Los Molles, año 1889
- María Angélica, año 1896, luego estancia La Carlina
- Monte Castillo, año 1892.
- San José, año 1892 (El Salteño).

La producción de la zona precisaba de una línea ferroviaria que evitara tener que transportar carros los cereales de las cosechas hasta la estación Leones (de 35 a 50 km de distancia).Eso interesó al Ferrocarril Central Argentino y empezó su obra para abrir una nueva rama de este transporte. En 1910 fueron aprobados los planos para la sección comprendida entre Las Rosas y Villa María pasando por Montes Grandes. El 10 de marzo de 1911 quedó habilitada la estación Montes Grandes, que a partir del 16 de junio pasó a denominarse Noetinger. El tren se encargaba de la carga tanto de personas como de mercadería (animales y cereales).

### Los pueblos
Estas dos pequeñas poblaciones, La Carlina y Montes Grandes, se encontraban divididas por la avenida Centenario (en referencia al centenario de la Revolución de Mayo en 1910), que era la calle principal (y lo sigue siendo) y el límite departamental entre Unión y Marcos Juárez.
Cada pueblo se componía de 12 manzanas. Las manzanas estaban designadas con letras y las calles con números, en La Carlina; y con nombres de políticos, personajes italianos y ciudades, en Montes Grandes.

### Fundación oficial de Noetinger
El pueblo se inauguró el 9 de julio de 1912 con un festejo que duró cuatro días, donde se logró la integración de los dos pueblos en uno solo y dio el empujón para comenzar con la organización de las instituciones de la comunidad.
La celebración consistió en espectáculos, actos musicalizados por la Banda de Música de Rosario, carreras de caballos, kermeses, bailes populares y la colocación de la piedra fundamental del nuevo pueblo y la de la futura iglesia (tierra donada por Grant).
Más adelante, se construyó una de las instituciones más necesarias e importantes para la población de la época: la iglesia (católica) principal del pueblo, la “Parroquia Exaltación de la Santa Cruz”. El patrono espiritual del pueblo es San Carlos Borromeo, ya que Luisa Noetinger donó dicha estatua traída de Francia.

## Límites
En 2022 se amplió el ejido del municipio, que pasó a ocupar 1263 hectáreas.

## Parroquias de la Iglesia católica en Noetinger
| Diócesis  | Villa María                 |
| --------- | --------------------------- |
| Parroquia | Exaltación de la Santa Cruz |

## Personalidades destacadas
- Basilio Mardiza (1925-2011), futbolista y músico.
- Cristian Paulucci (1973), futbolista y entrenador.
- Juan Pablo Abraham (1980), docente y escritor.
- Julio Mahárbiz (1935-2013), locutor, productor y empresario.